# Parque Los Andes

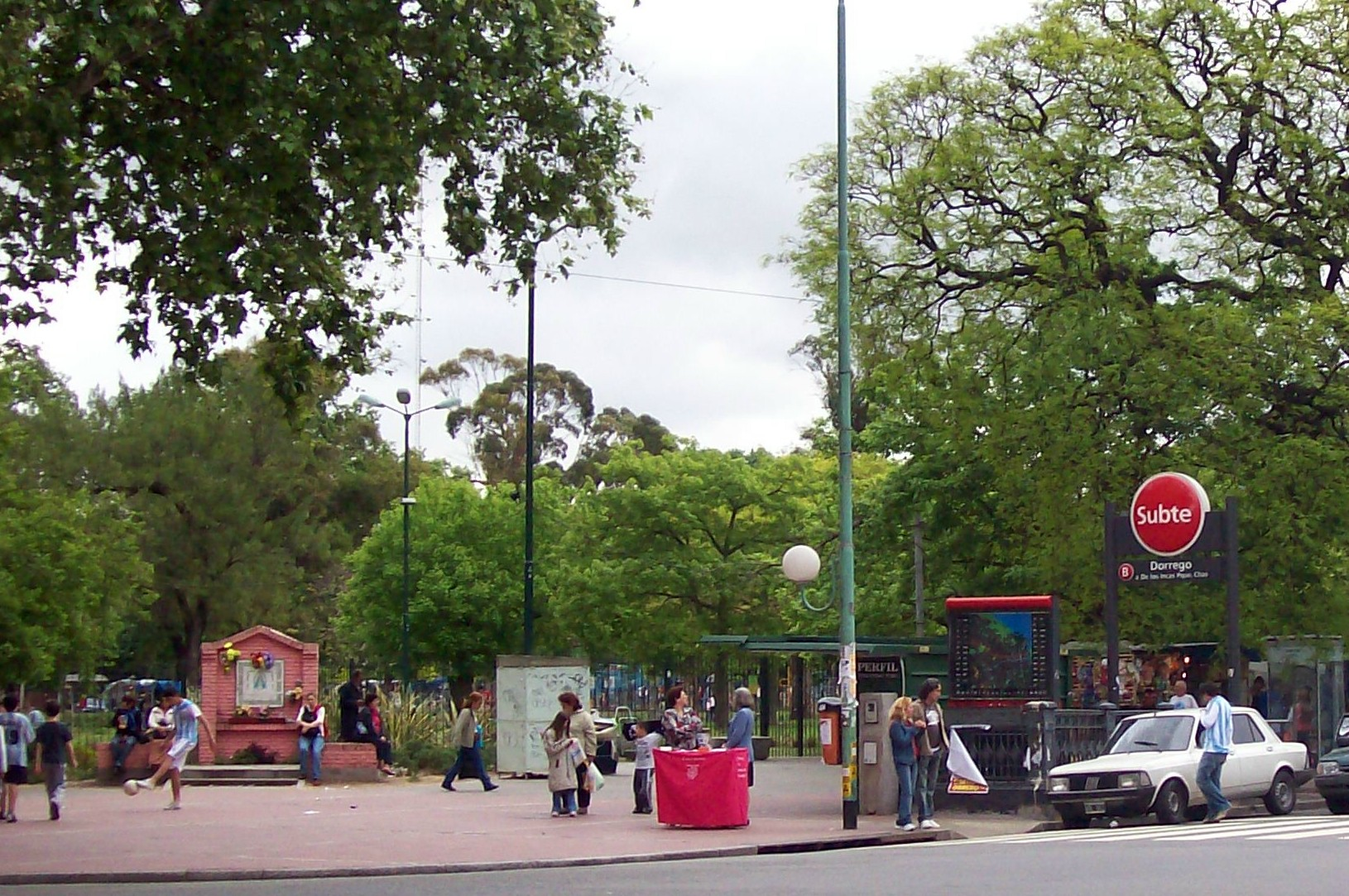
Entrada al parque Los Andes, por Dorrego y Corrientes.

El Parque Los Andes es un parque ubicado en el barrio de Chacarita, en la ciudad de Buenos Aires, Argentina. Se extiende entre las avenidas Dorrego y Federico Lacroze, y entre las avenidas Guzmán y Corrientes. 

## Historia

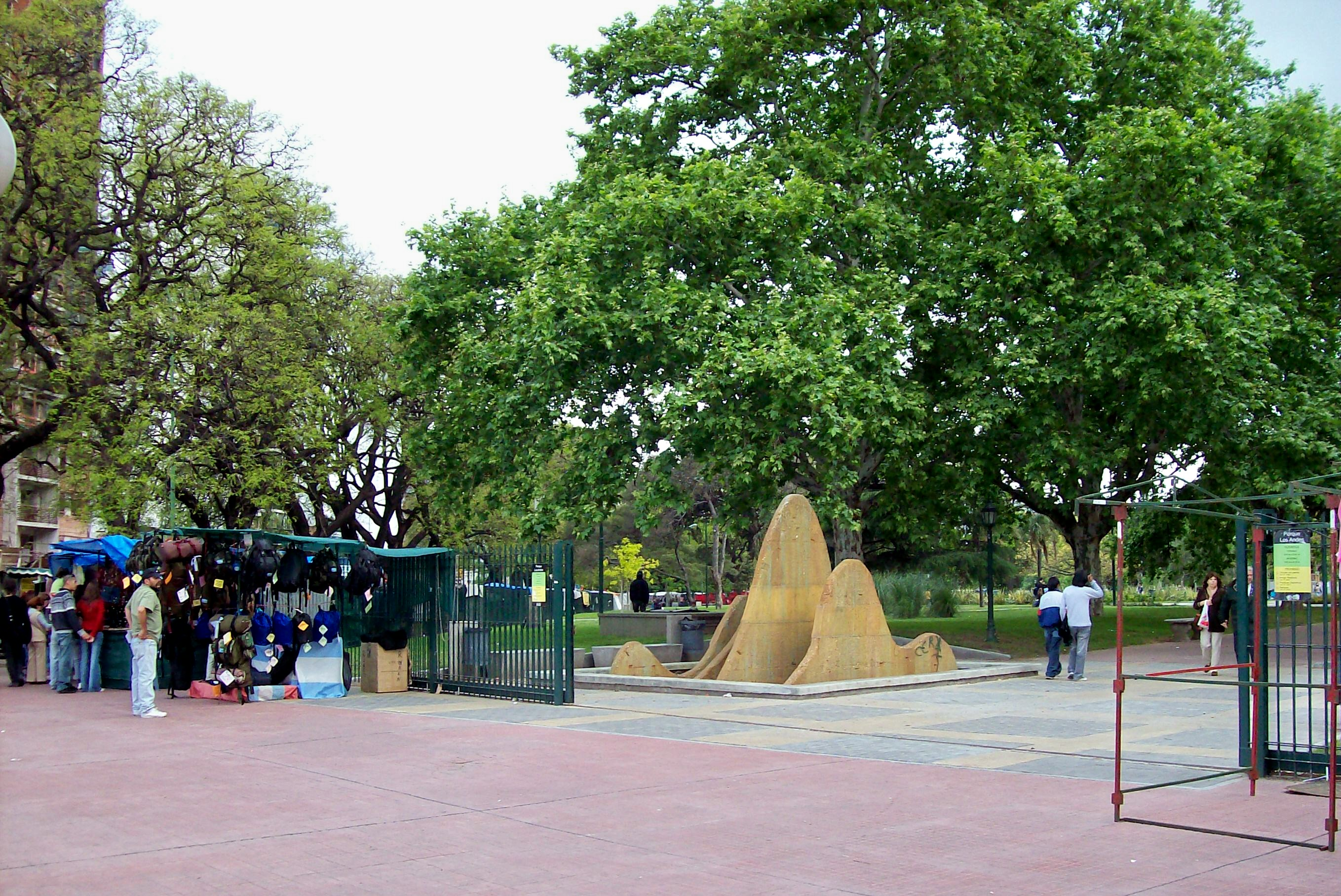
Parque los Andes: feria artesanal y fuente.

El parque se extiende entre la Avenida Corrientes y la avenida Guzmán. Se halla dividido en dos secciones: la primera, subdividida a su vez por la calle Concepción Arenal, que va desde la avenida Dorrego hasta la Jorge Newbery, y la segunda, de forma triangular, desde Newbery a la avenida Federico Lacroze. 
El terreno del parque formaba parte de terrenos pertenecientes a La Chacarita de los Colegiales, que pertenecía al colegio jesuita de San Ignacio. A fines del siglo XIX parte de los terrenos se pusieron en venta y otra parte pasó a formar parte del Estado.
La primera sección de este parque tiene un nacimiento lúgubre: como consecuencia de la mortandad de personas producida en la ciudad durante la epidemia de fiebre amarilla de 1871, el gobernador de Buenos Aires Emilio Castro, creó un cementerio en el actual solar del parque. En 1886 se colmó su capacidad y fue clausurado. Once años luego se trasladaron los restos humanos desde el ya llamado cementerio de la Chacarita vieja al cementerio de la Chacarita nueva, situado en el lugar del actual. Fue entonces cuando se planificó el parque que en un principio se llamó Rancagua, pero que en 1904 fue bautizado con el nombre actual. El acceso a la Chacarita Vieja se hacía por la calle Dorrego.
Debajo de la segunda sección del parque se hallan, desde 1925 en que se inició la construcción del Línea B (Subte de Buenos Aires), los talleres Rancagua del mismo y una cochera con 10 vías con capacidad para 110 coches. Al construirlos se hallaron restos humanos que aún permanecían del viejo cementerio.

## Descripción
Sobre la vereda de Corrientes que se encuentra a la vera del parque se hallan ejemplares de Tipas (Tipuana tipu), de flor amarilla y ramas gruesas ondulantes y oscuras. Durante los fines de semana se arma una gran feria de artesanías y otros objetos varios.
En el parque también se encuentra, al borde de la avenida Corrientes, el monumento de Los Andes, realizado en bronce en 1941 por el escultor Luis Perlotti. Define a las razas calchaquí, tehuelche y ona, que de norte a sur habitaron la zona de la cordillera andina.
En 2005 el gobierno de la ciudad comenzó las obras de puesta en valor y recuperación del parque, además de la colocación de rejas perimetrales que impiden su ingreso de noche, que fueron finalizadas en diciembre de 2006
Así recobró importancia santuario de la Virgen, el homenaje al gauchito Gil y un templete de la Difunta Correa. 
Se localizó una fuente de agua, que representa la silueta de la cordillera de los Andes en uno de los accesos.
El paseo cuenta con árboles centenarios, integrada por tipas, plátanos, morera blanca, robinia pseudoacacia, aguaribay, paraíso, arces, eucaliptos, álamo plateado, árbol del cielo, olmo europeo, pata de vaca, y acacia negra, entre otros. El ejemplar de mayor porte en pie es el Eucalyptus globulus ubicado sobre Guzmán, a metros de Concepción Arenal.
La Legislatura de la Ciudad Autónoma de Buenos Aires emitió la Declaración N.º 392/07:
Declarando al Parque Los Andes como “Sitio de Interés de los Pueblos Originarios”.